# 寧郷市
寧郷市（ねいきょう-し）は中華人民共和国湖南省長沙市に位置する県級市。
劉少奇の生まれた場所である。

## 行政区画
- 街道:玉潭街道、白馬橋街道、歴経鋪街道、城郊街道
- 鎮:道林鎮、花明楼鎮、東湖塘鎮、夏鐸鋪鎮、双江口鎮、煤炭壩鎮、壩塘鎮、灰湯鎮、双鳧鋪鎮、老糧倉鎮、流沙河鎮、巷子口鎮、竜田鎮、横市鎮、回竜鋪鎮、黄材鎮、大成橋鎮、青山橋鎮、金洲鎮、大屯営鎮、資福鎮
- 郷:菁華鋪郷、喩家坳郷、沙田郷、潙山郷

## 学校
- 寧郷市第一高級中学
- 寧郷市第七高級中学
- 寧郷市第十三高級中学